# Obou Macaire
Obou Macaire (28 dicembre 1970) è un ex calciatore ivoriano, di ruolo portiere.

## Carriera

### Club
Ha sempre giocato nel campionato ivoriano.

### Nazionale
Con la maglia della Nazionale ha collezionato 8 presenze.